# Ronnie Milsap
Pour les articles homonymes, voir Milsap.
Ronnie Milsap, né le 16 janvier 1943 à Robbinsville (Caroline du Nord), est un chanteur et pianiste de country américain.

## Biographie
Aveugle de naissance, Ronnie Milsap se découvre très jeune un don pour la musique. Il devient musicien professionnel au début des années 1960. Durant les années 1970 et 1980, il est l'un des figures majeures de la musique country grâce au son hybride de ses albums entre la country et la pop. Il place durant ces deux décennies 35 chansons à la première place du classement des singles country et remporte six Grammy Awards. Sa popularité décline à partir des années 1990 mais il continue à sortir régulièrement de nouveaux albums.

## Discographie

### Albums studio
- Ronnie Milsap (1971)
- Where My Heart Is (1973)
- Pure Love (1974)
- A Legend in My Time (1975)
- A Rose By Any Other Name (1975)
- Night Things (1975)
- 20/20 Vision (1976)
- It Was Almost Like a Song (1977)
- Only One Love in My Life (1978)
- Images (1979)
- Milsap Magic (1980)
- Out Where the Bright Lights Are Glowing (1981)
- There's No Gettin' Over Me (1981)
- Inside (1982)
- Keyed Up (1983)
- One More Try for Love (1984)
- Lost in the Fifties Tonight (1985)
- Heart & Soul (1987)
- Stranger Things Have Happened (1989)
- Back to the Grindstone (1991)
- True Believer (1993)
- Sings His Best Hits for Capitol Records (1996)
- Just for a Thrill (2004)
- My Life (2006)
- Then Sings My Soul (2009)
- Country Again (2011)
- Summer Number Seventeen (2014)